# Лакс, Антон Иванович
Антон Иванович Ла́кс (2 января 1825 года, Новгородская губерния — 1 апреля 1888 года, Томск) — российский государственный деятель.

## Биография
Родился в дворянской семье в Новгородской губернии. Отец — Иван Петрович Лакс — был артиллеристом, имел звание полковник.
Учился в Анненковском училище в Санкт-Петербурге, затем, в 1844 году, окончил Новгородский графа Аракчеева кадетский корпус, был выпущен в чине прапорщика. Преподавал историю в Брестском кадетском корпусе, в 1851 году переведён в Сибирский кадетский корпус в Омске, капитан. Был инспектором Московского кадетского корпуса.
В 1859 году стал издавать журнал «Московское обозрение» (средства на издание — 30 000 рублей взял из приданого жены). В журнале сотрудничали известный историк К. Н. Бестужев-Рюмин, публицист Н. В. Альбертини, экономист А. К. Корсак. В журнале была напечатана статья известного петербургского адвоката А. Я. Пассовера «Рим и Иудея». Однако издание журнала очень скоро, в течение года, прекратилось .
В 1859 году поступил на службу в Корпус жандармов, служил в Пензенской, Ярославской, Архангельской и других губерниях. Полковник (1867).
11 февраля 1887 года назначен губернатором Томска. Прибыл в Томск в ночь с 20 на 21 мая 1887 года.
В должности губернатора декларировал свою доступность: «для имеющих к нему надобность двери его будут открыты с утра до вечера».
Умер в Томске от воспаления легких, был похоронен на кладбище томского Богородице-Алексеевского мужского монастыря в том же склепе, где ранее был временно погребен его предшественник — губернатор И. И. Красовский. В мае 1888 года вдова Лакса, Евдокия Михайловна, увезла его останки из Томска и перезахоронила их в Новгороде.
Разбирая архив Лакса, А. В. Адрианов обнаружил более 1500 листов рукописей, в том числе и переводы из немецких философов.